# 白斑万年青
白斑万年青又名白斑黛粉葉、保曼黛粉葉（学名：Dieffenbachia bowmannii）是南美洲热带地区特有的一种矮小灌木，是一种地上芽植物，属天南星科花叶万年青属。

## 分布
本种原生于南美洲热带地区，主要分布于哥伦比亚至巴西北部一带。
目前已由人工引种栽培，成为世界各地常见的园艺观赏植物，包括台湾岛等地方都可见。